# Adephagus cristatus
Adephagus cristatus är en insektsart som först beskrevs av Hermann Burmeister 1838.  Adephagus cristatus ingår i släktet Adephagus och familjen Pamphagidae. Inga underarter finns listade i Catalogue of Life.